# Skalbmierz
Skalbmierz là một thị trấn thuộc huyện Kazimierski, tỉnh Świętokrzyskie ở trung tâm Ba Lan. Thị trấn có diện tích 7 km². Đến ngày 1 tháng 1 năm 2011, dân số của thị trấn là 1310 người và mật độ 184 người/km².